# Cyligramma simplex
Cyligramma simplex es una especie de polilla del género Cyligramma, familia Noctuidae, orden Lepidoptera. Fue descrita por Grünberg en 1910.
La especie suele alimentarse de diversos frutos, entre ellos, el banano.

## Distribución
Se distribuye por África: Etiopía, Costa de Marfil, Nigeria, Senegal, Togo y Uganda.